# ماريكو موري
ماريكو موري (باليابانية: 森万里子 ) (و. 1967  م) هي فنانة، ومصورة يابانية، ولدت في طوكيو.

## التعليم
تعلمت في كلية تشيلسي للفنون والتصميم ‏.